# Conservative Political Action Conference
Conservative Political Action Conference (CPAC, wym. ˈsiːpæk; dosł. pol. Konferencja Konserwatywnej Akcji Politycznej) – coroczna konferencja polityczna, w której udział biorą konserwatywni aktywiści i urzędnicy wybrani z różnych części Stanów Zjednoczonych. Zapoczątkowany w 1973 roku kongres prowadzony jest przez American Conservative Union (ACU). Ponad 100 organizacji bierze udział na różny sposób w CPAC.

## CPAC w Polsce
27 maja 2025 odbyła się pierwsza w historii konferencja CPAC w Polsce. Miejscem konferencji była Jasionka pod Rzeszowem. Szefem konferencji był Matthew Schlapp, współtworzyła i transmitowała ją Telewizja Republika. Udział w polskim CPAC wzięli między innymi sekretarz bezpieczeństwa krajowego Stanów Zjednoczonych Kristi Noem czy kandydat na prezydenta Rumunii w 2025 roku, George Simion oraz prosyjonistyczny amerykański rabin Shmuley Boteach. Z polskich przedstawicieli stawili się między innymi Mateusz Morawiecki, Przemysław Czarnek, Tomasz Sakiewicz, Michał Rachoń , Witold Tumanowicz, Ewa Zajączkowska-Hernik, Przemysław Wipler i Grzegorz Płaczek. Przemawiał również kandydat na prezydenta w wyborach 2025 roku popierany przez PiS, Karol Nawrocki oraz obecny prezydent Polski z ramienia tej partii, Andrzej Duda.